# Geraldine (singel)
Geraldine – singel Glasvegas z ich debiutanckiego albumu. Został wydany 23 czerwca 2008 roku. Dotarł do 16. miejsca na liście UK Singles Chart.

## Lista utworów
Promo CD (GOWOW001)
1. "Geraldine" (Radio Edit) – 3:24
2. "Geraldine" (Album Version) – 4:06
3. "Geraldine" (Instrumental) – 4:06

CD (GOWOW002)
1. "Geraldine" – 4:06
2. "The Prettiest Thing on Saltcoats Beach" – 6:19

7" #1 (GOWOW003)
- Limited numbered edition blue-colored vinyl.

1. "Geraldine" – 4:06
2. "The Prettiest Thing on Saltcoats Beach" – 6:19

7" #2 (GOWOW004)
1. "Geraldine" – 4:06
2. "Everybody's Got to Learn Sometime" (The Korgis cover, written by James Warren) – 4:54

Download
1. "Geraldine" (Live Acoustic Version) – 3:41